# Hollacombe
Hollacombe – wieś i civil parish w Anglii, w hrabstwie Devon, w dystrykcie Torridge. W 2001 miejscowość liczyła 59 mieszkańców.